# Lidtjärnen (Degerfors socken, Västerbotten, 714323-170104)
Lidtjärnen är en sjö i Vindelns kommun i Västerbotten och ingår i Umeälvens huvudavrinningsområde.